# Воєнна журналістика
Воєнна журналістика — це жанр журналістики, який спрямований на пряме висвітлення бойових і конфліктних дій: війн, релігійних та етнічних конфліктів, контртерористичних операцій, дозволяє висвітлити політику держави в період бойових дій щодо засобів масової інформації.

## Історія
Військова журналістика бере початок з виникнення комунікаційних технологій. Досить рано значення військових сполучень усвідомив Александр Македонський. У походах його супроводжували спеціально навчені люди, які фіксували його військові успіхи й увічнювали їх в історії.
Ситуація змінилася з винаходом Йоганна Гутенберга 1450 року друкарського верстата, що дозволило сповіщати широку публіку про події на війні. Однією з перших таких згадок було взяття острова Лесбос французькими і венеціанськими військами. Для газет війни стали основним сюжетом.
Від початку війни 2014 року, українська журналістика поповнилася людьми, що за покликом серця взяли на себе важливу місію бути військовим кореспондентом. Дмитро Лабуткін (загинув 16 лютого 2015 року під час виходу з Дебальцевого), Мар'ян Кушнір, Андрій Цаплієнко, Максим Левін (загинув на Київщині в квітні 2022 року), Юрій Бутусов — цей список можна продовжувати нескінченно, адже щодня до нього додаються молоді талановиті українські журналісти.
Чим довше триває війна, тим більше журналісти зустрічаються із реаліями висвітлення військового життя. Спілкування із військовослужбовцями відрізняється від інтерв‘ювання цивільних через специфіку служби, статут та субординацію.
Сучасний воєнкор — це і військовий, і психолог, і літератор, і фотограф, і оператор. Та попри те, що це складні стежки у журналістиці, це ще й важливий досвід роботи в умовах війни, масштабу якої світ не знав останні 70 років. Без сумніву, отримані знання та навички стануть підґрунтям для розвитку військової журналістики в Україні та світі.